# Oaxaca (stat)
 For alternative betydninger, se Oaxaca. (Se også artikler, som begynder med Oaxaca)
Den mexicanske delstat Oaxaca (udtales "wa-HA-ka") ligger på den sydvestlige del af landtangen Tehuantepec. Oaxaca grænser op til delstaterne Guerrero mod vest, Puebla mod nordvest, Veracruz mod nord og Chiapas mod øst. Syd for Oaxaca ligger Stillehavet. Byens hovedstad hedder også Oaxaca.
Oaxaca har et areal på 95.364 km² og er den femtestørste stat i republikken Mexico. I 2003 havde den et anslået indbyggertal på 3.597.700. ISO 3166-2-koden er MX-OAX.
Staten befinder sig i bjergkæderne Sierra Madre Sur og Sierra Madre Oriental-bjergkæderne og disses dale.
Oaxaca er det historiske hjem for zapoteker- og mixteker-folkene. Mexicos mest berømte leder, præsident Benito Juarez, kom fra den oaxacanske landsby San Pablo Guelatao.

## Historie
I de tre årtusinder før aztekerne ankom i 1436, var de mest magtfulde og indflydelsesrige grupper i hvad der i dag er Oaxaca, zapotekerne, mixtekerne og mixerne. Den civilisation disse grupper opnåede, kan ses på vigtige arkæologiske steder som Monte Albán, Mitla, Cerro de Minas, Guiengola og Huijatzoo.
Da aztekerne slog sig ned ved Cerro del Fortín og ned til den nuværende Carmen Alto-kirke, hvor deres tempel lå, ændrede indflydelsen sig. Statens navn kommer af den nahuatl-betegnelse, aztekerne gav den centrale del rundt om hovedstaden, Huaxyácac eller stedet med huaje-træerne, på grund af det store antal leucaena-sorter.
Da spanierne ankom mindre end et århundrede senere, syntes de det var svært at udtale og navnet endte med at blive det nutidige Oaxaca, som navn på både byen og staten. Den bosættelse som spanierne grundlagde med navnet Segura de la Frontera, senere kendt som Nueva Antequera, blev officielt ophøjet til en royal by i 1532 efter dekret fra kejser Carlos V, som gav byen navnet Antequera de Guaxaca.